# Rambaldo XIII di Collalto

Stemma Collalto

Rambaldo XIII di Collalto (21 settembre 1579 – Coira, 18 novembre 1630) è stato un condottiero italiano al servizio del Sacro Romano Impero nel corso delle guerre dei trent'anni e di successione di Mantova.

## Biografia
Nacque, in località sconosciuta (forse Mantova), da Antonio Collalto e dalla mantovana Giulia Torelli, figlia di Marcantonio e Ippolita Gonzaga.
La sua famiglia, residente nel castello di San Salvatore a Susegana, era la più prestigiosa della Marca Trevigiana, ma da tempo i suoi privilegi nobiliari erano stati ridimensionati dal governo della Serenissima. Nel 1595, per esempio, era stato soppresso il diritto di mero e misto impero, mentre venivano confiscati i possedimenti del Montello. Contrariamente ai parenti, quali il padre e i fratelli Massimiliano II e Vincinguerra IV, il Collalto reagì a questi atti rifiutando qualsiasi impiego militare sotto le insegne di San Marco.
Così, ad appena sedici anni, abbandonò la famiglia per arruolarsi nell'esercito del Sacro Romano Impero come semplice soldato. Si distinse nella Lunga Guerra contro gli Ottomani, conquistandosi la stima di Giorgio Basta. Nel 1604, in particolare, diede prova di coraggio e bravura nel corso dell'attacco al forte di San Tommaso a Strigonio.
Frattanto doveva essersi quietato il suo sdegno nei confronti di Venezia, tant'è che nel 1606 si mise in contatto con l'ambasciatore Francesco Soranzo per mediare il passaggio del Basta all'esercito veneziano, deluso dal trattamento ricevuto dagli imperiali. Due anni prima, in aggiunta, aveva trascorso un periodo nel castello di famiglia durante il quale partecipò alle giostre di carnevale organizzate dall'Accademia degli Aspiranti di Conegliano.
Compì importanti missioni diplomatiche: per ricompensarlo dei suoi servigi, l'imperatore lo nominò signore di Pirnitz, in Moravia, lo insignì dell'Ordine del Toson d'oro e lo nominò Presidente del Consiglio di guerra di Corte austriaco, carica quest'ultima che tenne fino alla sua morte.
Sotto il comando di Buquoy, prese parte alle fasi iniziali della guerra dei trent'anni (Fase boema).
Tra il 1628 e il 1630 guidò le truppe imperiali impegnate in Piemonte e Lombardia nel corso della seconda guerra del Monferrato: partecipò all'assedio della città di Mantova, ma cadde malato prima della sua presa (18 luglio 1630) e morì a Coira il 18 novembre dello stesso anno.
Diede vita al ramo austriaco della famiglia.

## Discendenza
Sposò nel 1617 Bianca Polissena della Torre (?-17 giugno 1649); ebbero quattro figli:
- Giuliana (1623-1647), sposò il conte Giulio II zu Salm und Neuburg am Inn (1600-1654);
- Claudio III (17 febbraio 1627-11 marzo 1661), conte di Pirnitz, sposò nel 1656 Maria Isabella Gonzaga (1638-1702), figlia di Annibale Gonzaga:
  - Rambaldo Annibale (7 marzo 1660-in tenera età);
- N.N. (26 novembre 1628-poco dopo);
- Antonio Francesco (7 maggio 1630-15 luglio 1696), che sposò in prime nozze nel 1662 Maria Teresa, figlia del principe Gian Francesco di Porcia; in seconde nozze nel 1673 la contessa Maximiliana Althan (1635-1689); in terze nozze nel 1690 Teresa, figlia del conte Teodoro von Stratmann:
  - Leopoldo Annibale (15 aprile 1674-1707), ciambellano imperiale, non lasciò discendenza;
  - Carlo Cristiano (3 gennaio 1677-di peste, 1698);
  - Teodoro (15 luglio 1691-1693).